# 灼熱にて純情(wii-wii-woo)
『灼熱にて純情(wii-wii-woo)』（しゃくねつにてじゅんじょう ウィー ウィー ウー）は、日本のバーチャルYouTuber、バーチャルアイドル星街すいせいの楽曲。2022年11月5日に配信された。発売元は所属事務所ホロライブプロダクションを運営するcover corp.。

## 概要
通算7作目のデジタルシングルで、前作「TEMPLATE / Wicked feat.Mori Calliope」から約7か月ぶりの配信リリースとなった。
喉の手術による約1カ月半の配信活動休止から復帰した星街が、2022年11月4日に実施した復帰記念ライブで2ndアルバム「Specter」の発売決定の報告と共に初披露した曲。ライブ終了後、YouTubeの公式チャンネル上にミュージックビデオが公開された。

## 解説
本曲はUNISON SQUARE GARDENのベース・田淵智也からの提供楽曲である。
制作当時を振り返り、星街は、「最初のころはかわいい曲もあったんですけど、このアルバムのコンセプトに合わせて作ってもらって。最近は、ちょっとダークな曲が多いですね。『灼熱にて純情(wii-wii-woo)』も、ちょっとダークに新しい挑戦をするようなロックな曲、とお願いしました。」と話した。

## チャート成績
2022年11月16日付けのBillboard JAPANでDownload Songs初登場15位を獲得。そのほか、オリコンチャート デジタルシングル（単曲）デイリーランキングでは初登場4位、2日目16位を獲得した。

## 楽曲
| #  | タイトル                      | 作詞・作曲 | 編曲     | 時間 |
| -- | ----------------------------- | ---------- | -------- | ---- |
| 1. | 「灼熱にて純情(wii-wii-woo)」 | 田淵智也   | 堀江晶太 | 3:47 |

## カバー
- 星輝子（松田颯水） - ゲーム『アイドルマスター シンデレラガールズ スターライトステージ』に収録（2024年3月28日追加）。